# کودای توی
کودای توی (ژاپنی: 土肥 航大؛ زادهٔ ۱۳ آوریل ۲۰۰۱) یک بازیکن فوتبال اهل ژاپن است.
از باشگاه‌هایی که در آن بازی کرده‌است می‌توان به باشگاه فوتبال سانفریس هیروشیما اشاره کرد.